# Ernst Ferdinand Klein
Ernst Ferdinand Klein (ur. 3 września 1744 we Wrocławiu, zm. 18 marca 1810 w Berlinie) – niemiecki prawnik, wysoki urzędnik króla Prus Fryderyka II, przedstawiciel niemieckiego oświecenia, członek Berliner Mittwochgesellschaft. Brał udział w opracowaniu Landrechtu - pruskiego kodeksu z 1794. Zajmował się prawem karnym i przygotował tytuł X ("O przestępstwach i karach") "Landrechtu".
Napisał:
- Freyheit und Eigenthum, abgehandelt in acht Gesprächen über die Beschlüsse der Französischen Nationalversammlung, wyd. 1790 i 1977.
- Grundsätze der natürlichen Rechtswissenschaft nebst einer Geschichte derselben Scriptor Reprints, wyd. 1979.
- Über die Natur der bürgerlichen Gesellschaft, wyd. 1797.
- Über die Natur und den Zweck der Strafe, wyd. 1799 - 1800 (O naturze i celu kary).
- Grundsätze des gemeinen deutschen und preußischen peinlichen Rechts, wyd. 1796 i 1799 (Zasady powszechnego, niemieckiego i pruskiego prawa karnego).
- Verträgt sich der Unterschied zwischen Freiheitsverlust zur Strafe und zur künftigen Sicherheit des Staats, mit der Meinung, daß der Zweck der Strafe die Verhütung künftiger Verbrechen sey?, wyd. 1798 - 1799.